# Peróxido

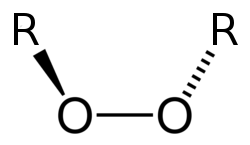
Fórmula geral de um peróxido

Os peróxidos são compostos que apresentam a fórmula geral R-O-O-R' , em que R e R'  são radicais orgânicos. O termo também é usado para sais do ânion O22-.
São substâncias que apresentam uma ligação oxigênio-oxigênio e que contenham o oxigênio em estado de oxidação -1. Geralmente se comportam como substâncias oxidantes. Em contato com material combustível podem provocar incêndios ou inclusive explosões. Normalmente frente a oxidantes fortes como os permanganatos podem atuar como redutor oxidando-se a oxigênio elementar.

## Síntese
O peróxido mais conhecido e principal composto de partida na síntese de outros peróxidos é o peróxido de hidrogênio (H2O2). Hoje em dia pode ser obtido por auto-oxidação de naftoidroquinona. Antigamente se utilizava a formação de peróxido de bário ou a hidrólise de persulfatos que por sua vez se geravam por eletrólise de sulfatos em dissolução aquosa com altas densidades de corrente por superfície do eletrodo.
Muitas substâncias orgânicas podem converter-se em hidroperóxidos em reações de auto-oxidação em presença de luz e oxigênio atmosférico. Especialmente perigoso é a formação a partir de éteres já que estes se transformam muito facilmente e os peróxidos podem ser enriquecidos no resíduo de uma posterior destilação. Nisto podem produzir explosões muito fortes. Muitos dos acidentes mais trágicos de laboratório se devem a este tipo de reação. Portanto antes de destilar quantidades maiores destes dissolventes há de se provar a presencia de peróxidos com papel impregnado de iodeto de potássio e amido. A formação de uma cor azulada escuro indica a presença de peróxido. (O peróxido oxida o iodeto a iodo elementar que, por sua vez, forma com o amido um complexo de inclusão de cor característica escura).

## Presença
Os peróxidos se formam em pequenas doses em muitos processos de oxidação natural. Para evitar sua acumulação a concentrações daninhas os organismos podem dispor de uma enzima - a catalase - que catalisa a decomposição do peróxido de hidrogênio em água e oxigênio elementar.

## Aplicações
As aplicações dos peróxidos são muito versáteis. Passam do uso em cabelos onde se empregam em tinturas para clarear o cabelo até em combustíveis de foguetes. Na indústria química se utilizam na obtenção dos epóxidos, em diversas reações de oxidação, como iniciadores de reações radicais por exemplo para endurecer poliésteres ou na fabricação do glicerol a partir do álcool hidroxipropanoico. O ácido peroxotrifluoroacético (F3C–C(=O)–O–O–H) é um desinfetante muito potente e se emprega como tal na indústria farmacêutica.

## Analítica

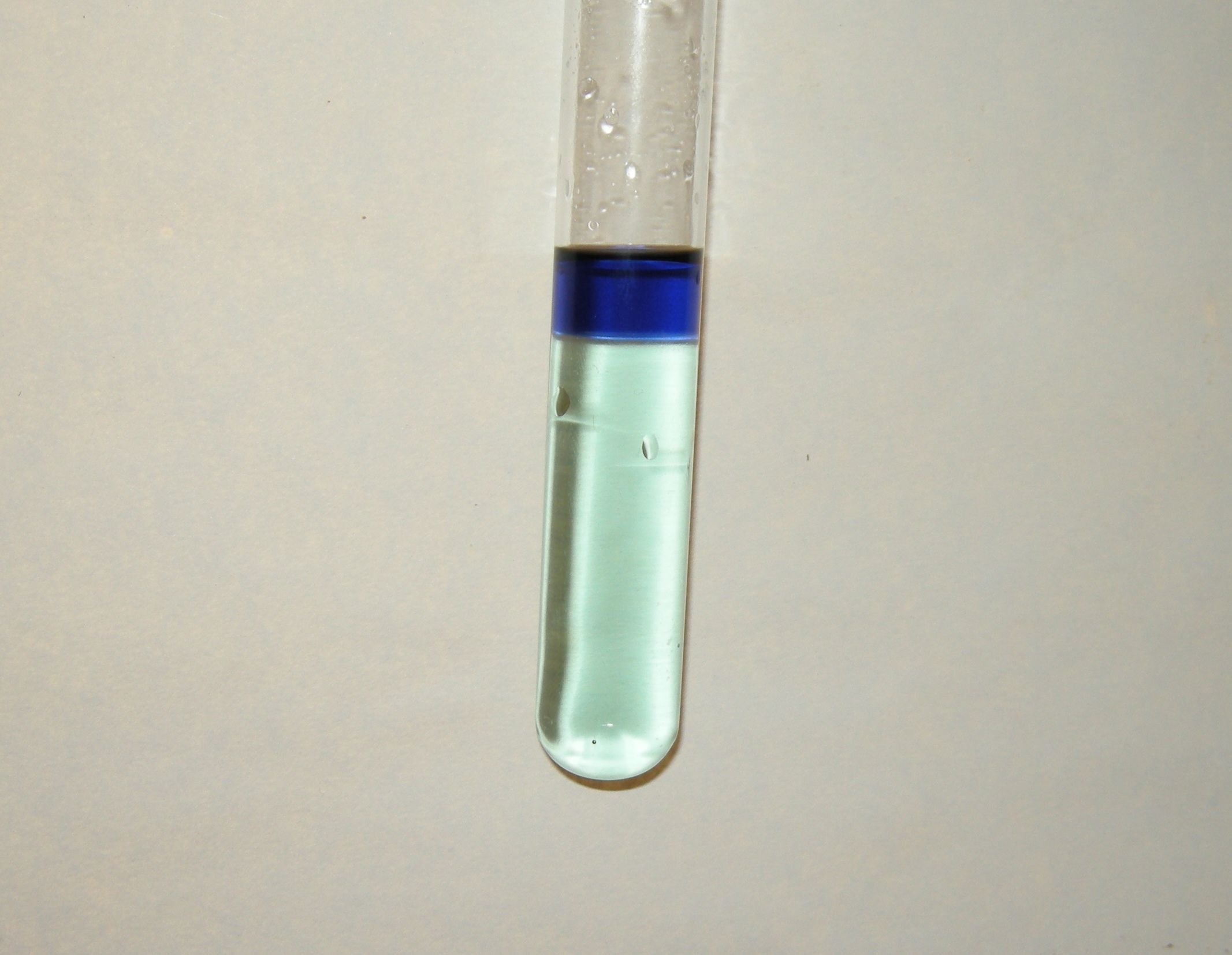
Peróxido de cromo (VI) (azul escuro), estabilizado com éter em tubo de ensaio, como forma de se comprovar a presença de peróxidos.

Os peróxidos dão uma coloração alaranjada com dissoluções de óxido de titânio em ácido sulfúrico concentrado.
Com dicromato de potássio formam o peróxido de cromo (VI) de cor azul que pode ser extraído com éter etílico.

## Exemplos
- Peróxido de acetona
- Peróxido de bário
- Peróxido de benzoíla
- Peróxido de hidrogênio
- Peróxido de sódio